# Donośność skuteczna
Donośność skuteczna - jest to odległość w linii prostej od stanowiska ogniowego, na której pocisk wystrzelony z danej broni ma jeszcze wystarczającą celność i energię rażenia celu by go porazić lub zniszczyć. Zależy głównie od charakterystyk konstrukcyjnych broni i amunicji oraz wrażliwości zwalczanego celu. Nazywana jest również zasięgiem skutecznym lub zasięgiem strzelania.
Zwykle pod tym pojęciem rozumie się maksymalną donośność skuteczną, ale w niektórych przypadkach określana jest również minimalna donośność skuteczna. W zależności od rodzaju broni, amunicji i celu donośność skuteczna (maksymalna) może być równa największej (maksymalnej) donośności danej broni lub mniejsza od niej.